# Rosalía Olvera de Luzárraga
Rosalía Venecia Olvera Navas (Guayaquil, Ecuador; 23 de agosto de 1923-New York, Estados Unidos; 30 de enero de 2017), más conocida como Rosalía Olvera Navas, fue una aristócrata ecuatoriana, nacida el 23 de agosto de 1923 pero inscrita en archivo el 29 de septiembre de 1925, falleció el 30 de enero de 2017 en la ciudad New York a causa de una neumonía a la avanzada edad de 93 años.
Fue la última sobreviviente de la antigua Casa de Luzárraga, la familia de origen español que inició la banca en la naciente República del Ecuador en 1859 y que incluso, llegaría a financiar el exilio en París de la reina María Cristina de Borbón-Dos Sicilias tatarabuela de Felipe VI de España, actual rey.
Dedicó su vida a mantener vivo a través del tiempo el legado de su familia política, al cuidado de sus hijos y a la formación de algunos de sus nietos, desentendiéndose por completo de una vida pública y envejeciendo con la misma discreción con la que murió.
Aunque nunca llegó a ostentar el título de condesa, (dignidad otorgada por Isabel II el 20 de enero de 1873), fue reconocida junto a su esposo Don Laurentino de Luzárraga y Valencia como Representantes y Jefes de la Casa de Luzárraga[cita requerida] y recibió el tratamiento de Excma Señora, Doña Rosalía Olvera de Luzárraga o Su Ilustrísima, Doña Rosalía Olvera de Luzárraga siempre antepuesto por su apellido de soltera.
Católica y ferviente defensora de la monarquía, durante su juventud fue preculsora de las ideologías pro-España,[cita requerida] ideas conservadoras que dieron paso a los movimientos que promueven la hispanidad en los países que algún día pertenecieron al imperio español y cuyo objetivo es mantener y promover la herencia española en Iberoamérica y el mundo entero.
Será recordada por su incansable lucha por trasmitir el legado de su familia a sus descendientes y por haber dirigido la digitalización del  archivo histórico de la Casa de Luzárraga.

## Primeros años
Nacida como Rosalía Olvera Navas, fue la primogénita de Don Tito Olvera García y Monserrat Navas de Olvera, terratenientes de origen andaluz que se hicieron de vastos dominios en la zona agrícola del Ecuador. 
Fue la mayor de 5 hermanos, Ucles, Ángela, Misael e Ibis. Quedó huérfana de 6 años al morir su madre y tanto su educación como la de sus hermanos fue encomendada a su abuela paterna, Doña Emperatriz García de Olvera, la matriarca de la familia. Con este antecedente es fácil comprender el papel que desempeñaría doña Rosalía años más tarde, en la vida de sus hijos y nietos.

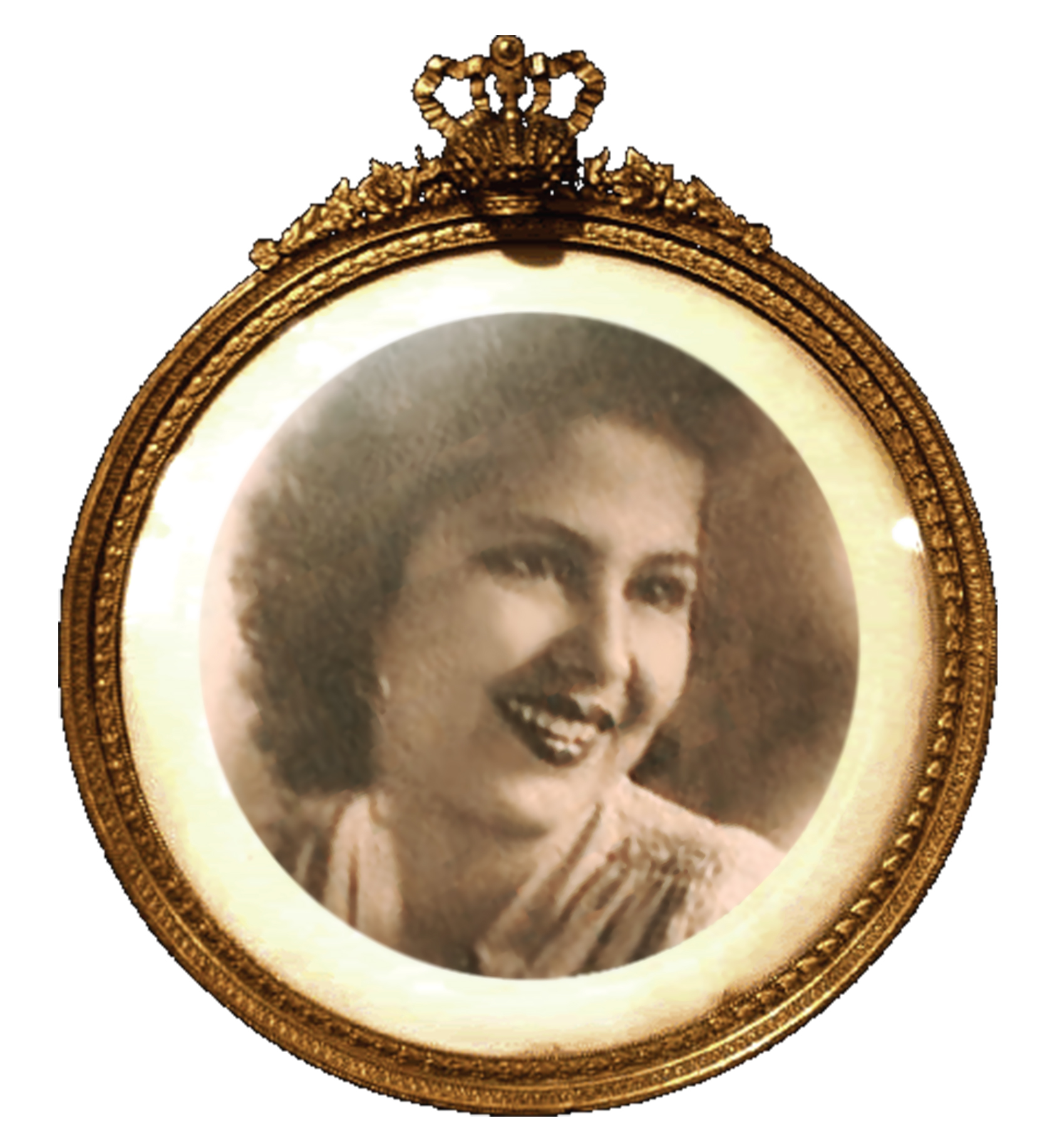
Mrs Rosalía Olvera, Head of Casa de Luzarraga

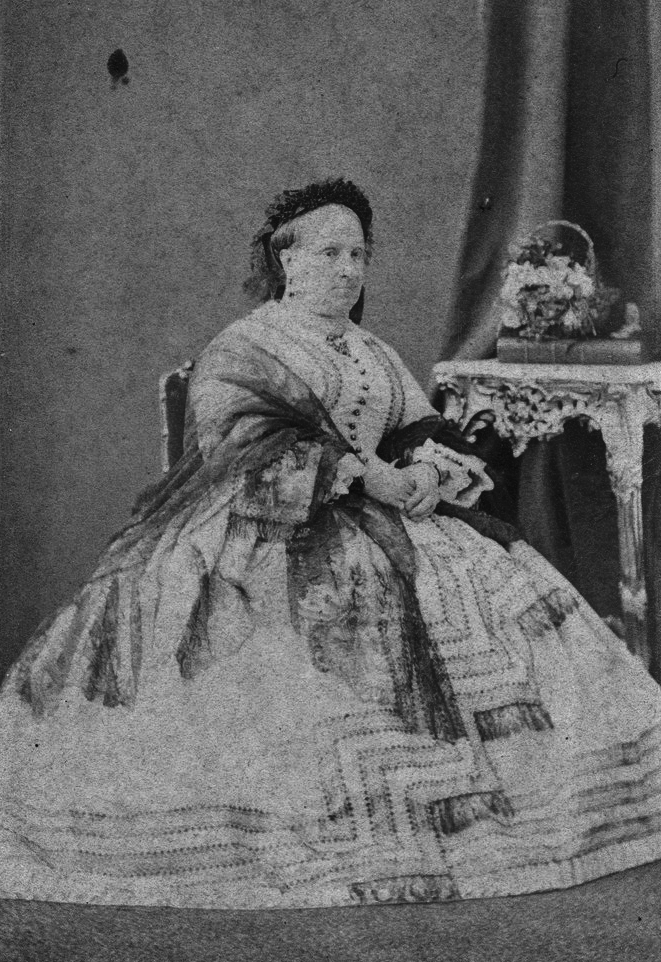
Doña Francisca Rico y Rocafuerte, esposa de Don Manuel Antonio de Luzárraga y Echezuria, fundadores del linaje en América.

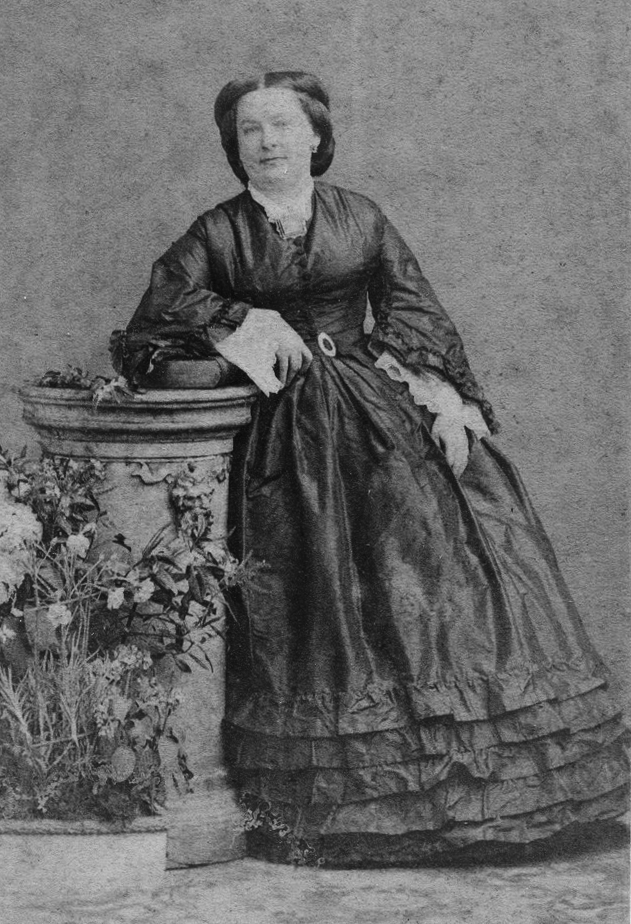
Angelina Wright y Rico, prima y esposa de Juan José de Luzárraga y Rico.

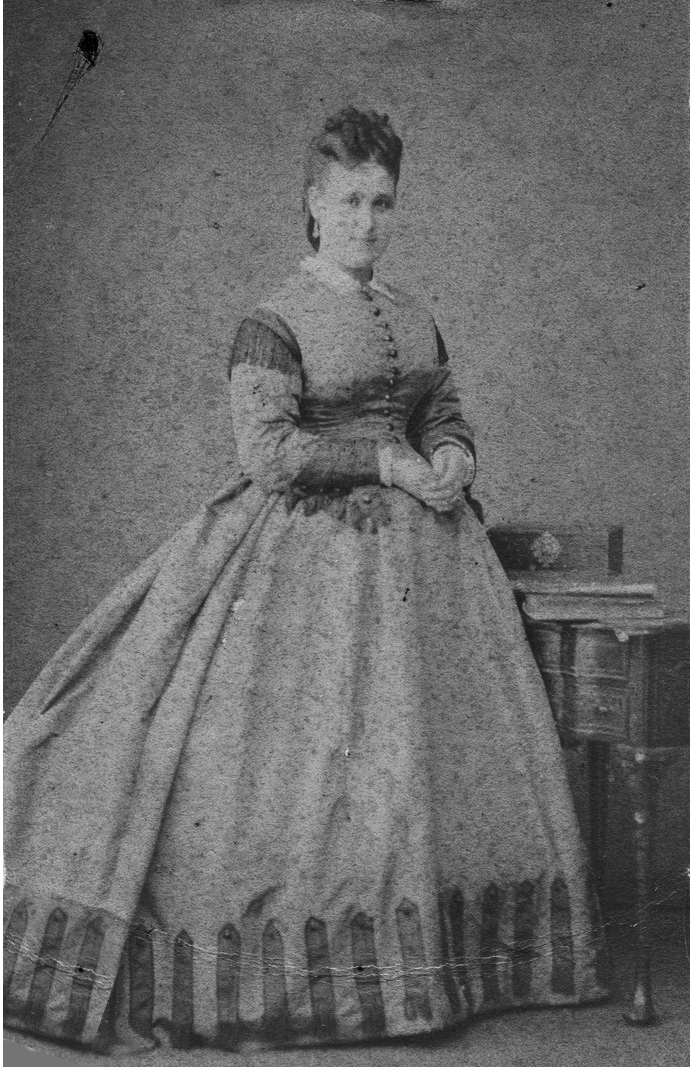
Doña Adela de Luzárraga y Rico de Thomassa, sobreviviente del incendio del Bazar de la Charité (1897)

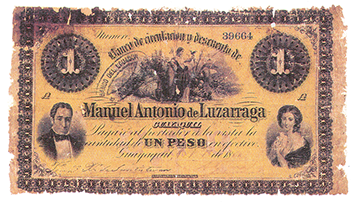
Billete de 1 peso, Archivo Histórico Casa de Luzárraga.

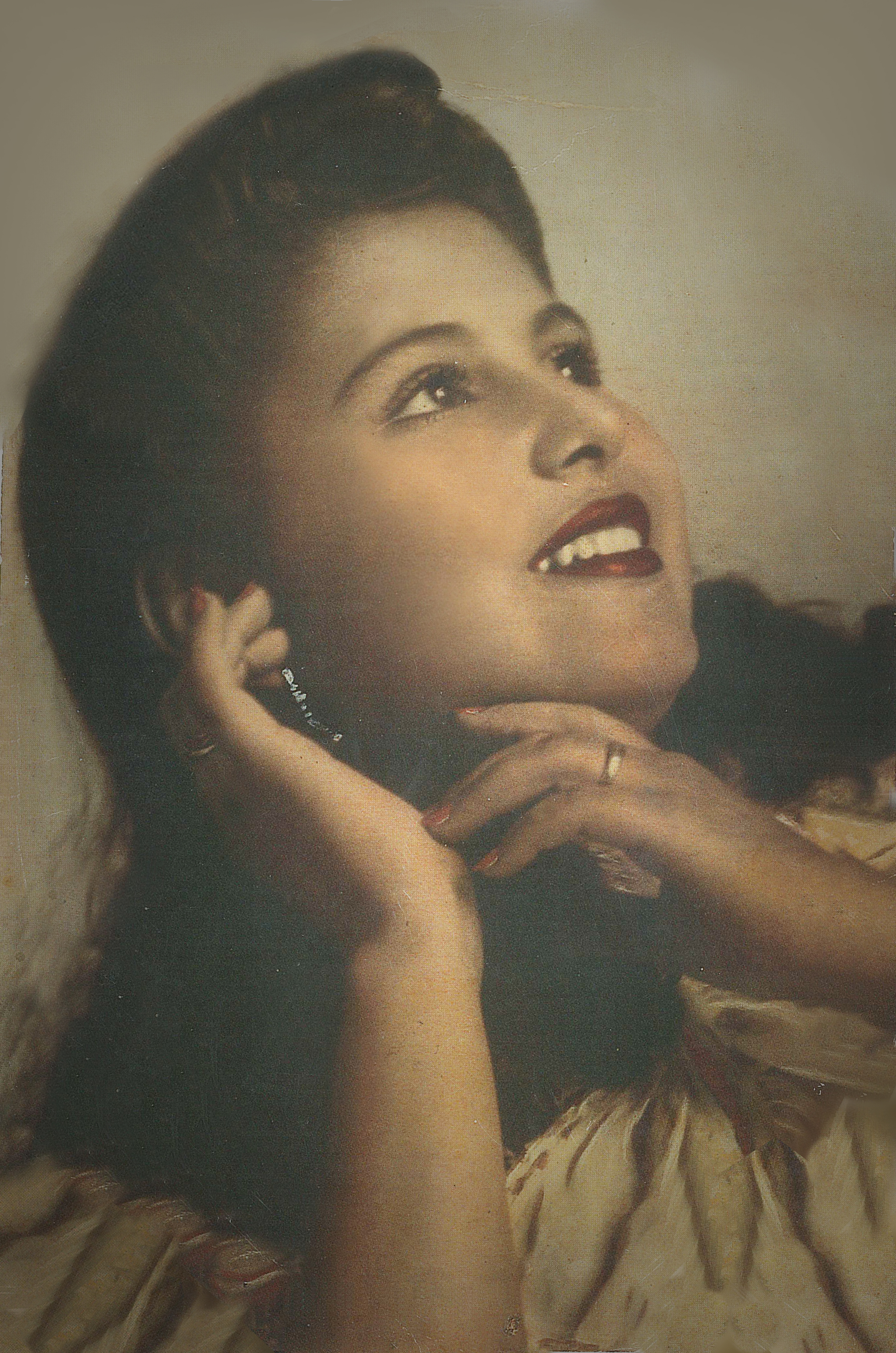
Doña Rosalía Olvera de Luzárraga - Archivo Histórico Casa de Luzárraga

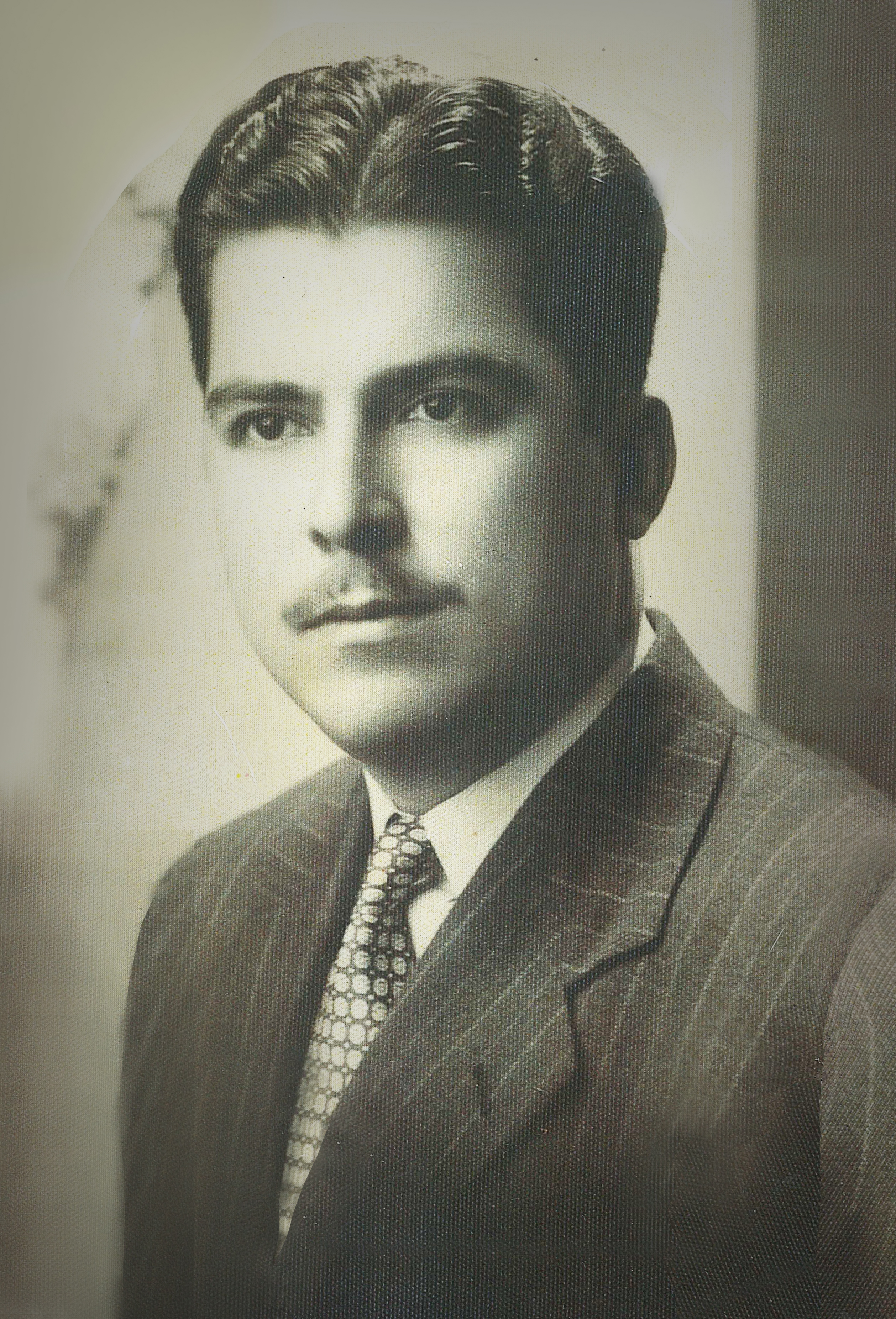
S.I. Don Fernando Luzarraga Valencia - Archivo Histórico Casa de Luzárraga

## Matrimonio e hijos
Se le atribuye su permanencia en el tiempo a una de las casas solariegas más antiguas de Europa, su matrimonio con S.I. don Laurentino de Luzárraga Valencia, supuso el resurgimiento de una extinta Casa de Luzárraga, asegurando las futuras generaciones.
Como muchos matrimonios de la época, su enlace con la Casa de Luzárraga fue arreglado y como consecuencia de esta alianza, también casarían a su hermana menor, Doña Ángela con Don Ruffo Valencia, primo menor de Don Laurentino de Luzárraga Valencia.
De la unión de las casas Luzárraga - Olvera (de origen vasco y andaluz respectivamente), nacerían 10 hijos. Laurentino había formado con doña Rosalía un hogar sólido, garantizando la perpetuidad del linaje en América.
En 1952 fallece en París Don Manuel A. de Luzárraga y Barrón sin descendencia, desde entonces, la representación pasaría a manos de los descendientes de su primo-hermano Manuel Antonio de Luzárraga Wright en la persona de Tobías de Luzárraga y Coronel. Este hecho convertiría a Laurentino y Rosalía en los herederos del legado de la Casa de Luzárraga.
Por esos años, España vivía una de sus etapas más oscuras, la monarquía vivía en el exilio y no existían garantías de ningún tipo para la nobleza, volver no era una opción.
Don Laurentino de Luzárraga fallece el 2 de diciembre de 1982 desde esa fecha Doña Rosalía ejerce como regente la titularidad de la Casa, situación que no vieron con buenos ojos otros miembros de la familia, pero que sin duda desempeñó de forma impecable.

## Damas consortes de la Casa de Luzárraga
Doña Francisca Rico de Luzárraga, fue la esposa de Don Manuel Antonio de Luzárraga y Echezuria, dama victoriana y sobrina del patricio Vicente Rocafuerte, presidente del Ecuador entre 1835 y 1839.
Doña Angelina Wright de Luzárraga, esposa de Juan José de Luzárraga y Rico, primer banquero del Ecuador a través de la creación del Banco de Circulación y Descuento de Don Manuel Antonio de Luzárraga.
Doña Adela de Luzárraga y Rico de Thomassa, Nació en Guayaquil, Ecuador y migró junto a su joven esposo Manuel Thomassa a París al igual que su hermano Francisco Gabriel, Adela se adentró en la nobleza francesa, perteneció al Bazar de la Charité y fue una de las sobrevivientes del gran incendio que acabó con la organización, finalmente le sobrevino la muerte a la edad de 98 años.
Doña María Antonia Barrón y Añorga, hija de Eustaquio Barrón Cantillón y Cándida Añorga Ferreira. Antonia pertenecía a la nobleza mexicana, descendiente de gaditanos radicados en Tepic en la capital del estado mexicano de Nayarit, en 1873 se convirtió en condesa consorte por su matrimonio con S. I. Francisco Gabriel de Luzárraga y Rico.
Doña Rosalía Olvera de Luzárraga, Última representante de la Casa de Luzarraga y consorte de Laurentino de Luzárraga y Valencia. (llamado también Fernando Luzarraga Valencia).

## Casa de Luzárraga
La Casa de Luzárraga, es una casa nobiliaria española cuyos orígenes se remontan a la nobleza vasconavarra de 1650 y debe su nombre al Almirante Manuel Antonio de Luzárraga y Echezuria.
La familia de Luzárraga (originaria del País Vasco) surge en la historia nobiliaria española al obtener el 23 de noviembre de 1650 Sello Mayor de Hidalguía en los señoríos de Vizcaya y Villa de Bilbao como recompensa por los servicios prestados a España, aunque su ascenso vendría fundamentalmente en 1839, por el apoyo financiero prestado a la corona en la persona de la reina María Cristina de Borbón-Dos Sicilias durante su exilio en París y al volver la monarquía al trono español su hija Isabel II lo confirma por Real Decreto el 20 de enero de 1873.
El Condado de Casa Luzarraga fue creado por Real Decreto de Isabel II el 20 de enero de 1873 y despachó del 30 de junio de 1876 siendo agraciado con esta dignidad el guayaquileño Francisco Gabriel de Luzárraga y Rico, hijo legítimo del General Manuel Antonio de Luzárraga y Francisca Rico y Rocafuerte, sobrina de Vicente Rocafuerte, presidente de Ecuador entre 1835 y 1839.